# Kuglački klub Tomislav Dugopolje
Kuglački klub "Tomislav" (KK "Tomsislav"; K.K. "Tomislav" Dugopolje; Tomislav Dugopolje, Tomislav) je muški kuglački klub iz Dugopolja, Splitsko-dalmatinska županija. Republika Hrvatska. 

## O klubu
Kuglački klub "Tomislav" je osnovan 2005. godine. Nastupao je u "2. HKL - Jug" i "3. HKL - Jug". Posljednjih nekoliko godina (od 2015.) se klub ligaški ne natječe. 

## Uspjesi

### Ekipno
3. HKL - Jug
- prvak: 2010./11.
- doprvak: 2013./14.

## Pregled plasmana po sezonama
| sezona    | rang lige | liga         | poz.     | klubova u ligi | ut       | pob      | ner      | por      | poen+    | poen-    | bod      | napomene                            | izvori   |
| Tomislav  | Tomislav  | Tomislav     | Tomislav | Tomislav       | Tomislav | Tomislav | Tomislav | Tomislav | Tomislav | Tomislav | Tomislav | Tomislav                            | Tomislav |
| --------- | --------- | ------------ | -------- | -------------- | -------- | -------- | -------- | -------- | -------- | -------- | -------- | ----------------------------------- | -------- |
| 2009./10. | III.      | 3. HKL - Jug | 6.       | 8              | 13       | 5        | 3        | 5        |          |          | 13       | bez rezultatata posljednje utakmice |          |
| 2010./11. | III.      | 3. HKL - Jug | 1.       | 8              | 14       | 12       | 0        | 2        | 71,5     | 40,5     | 24       |                                     |          |
| 2011./12. | II.       | 2. HKL - Jug | 11.      | 12             | 22       | 4        | 1        | 17       | 60       | 116      | 9        |                                     |          |
| 2012./13. | III.      | 3. HKL - Jug | 3.       | 7              | 18       | 10       | 1        | 7        |          |          | 23       |                                     |          |
| 2013./14. | III.      | 3. HKL - Jug | 2.       | 7              | 18       | 11       | 0        | 7        |          |          | 22       |                                     |          |
| 2014./15. | II.       | 2. HKL - Jug | 11.      | 12             | 22       | 3        | 1        | 18       | 47,5     | 128,5    | 7        |                                     |          |
|           |           |              |          |                |          |          |          |          |          |          |          |                                     |          |
|           |           |              |          |                |          |          |          |          |          |          |          |                                     |          |

## Unutrašnje poveznice
- Dugopolje

## Vanjske poveznice
- kk-tomislav-dugopolje.net84.net, wayback ariva
- sportilus.com, KUGLAČKI KLUB TOMISLAV DUGOPOLJE